# 東京バナナボーイズ
東京バナナボーイズ（とうきょうバナナボーイズ）は、かつて活動していた日本の音楽ユニット。

## メンバー
- 村上明彦（むらかみ あきひこ） - 愛知県名古屋市出身、愛知県立芸術大学卒業
- 近藤由紀夫（こんどう ゆきお） - 愛知県名古屋市出身、名古屋大学経済学部卒業

## 来歴・概要
CMディレクターの村上明彦とレコーディングディレクター（キティレコード）の近藤由紀夫が、中学生当時（2人は同じ東海中学校の同級生）に考えていた“レコードが完成するまでの作業を2人だけでやりきる”という構想を具現化するために結成。
1985年には自らのスタジオ「BANANA STUDIO」を設立。商業音楽の企画プロデュース・作詞・作曲・編曲・演奏・歌、さらにはミキシングやマスタリングまでも全て2人で仕上げる技術を持ち、CMソングを中心に演歌・アイドル・童謡など幅広いジャンルの作品を手がけた。
2008年6月に活動を休止し、公式ホームページ（現在は閉鎖）で解散を発表した。

## ディスコグラフィ

### シングル
- 鉄骨娘（1990年3月21日） - 鷲尾いさ子と鉄骨娘
- ゆれて動物（1990年7月21日） - 敏いとうとハッピー&ブルー
- 流星のごとく（1990年8月21日） - 逸見政孝
- 悲しき水中翼船（1990年11月21日） - 中嶋悟
- 100万の思い出（1991年3月21日） - ザ・キングトーンズ
- 風の鉄骨娘（1991年4月10日） - 鷲尾いさ子と鉄骨娘（広東語：劉小慧——《急色鬼愛出位》）
- ゴメンネ（1991年4月10日） - 火野正平
- 日本万歳音頭（1991年4月25日） - 菅原文太
- 熱血キッドの唄（1991年5月1日）
- 裸の王様（1991年9月21日） - 渡瀬恒彦
- サラリーマンが最高!（1991年10月23日） - チャーリー浜
- 想い出にされてたまるか（1991年11月21日） - 火野正平
- 熱血RIDE ON!／ENERGY（1992年4月22日）
- 星屑のパラダイス／月の涙マンボロリン（1992年5月22日）
- ちきゅうのうた（1992年7月22日） - 富田靖子&東京バナナボーイズ
- フルフリ ユリユラ（1992年8月21日） - しじみとさざえ
- ちょっとだけ秘密（1992年12月12日） - 奈保子&小金沢くん
- 瞳はYES!／カルトQのテーマ（1993年4月28日）
- JUST!／じゃんだらりん（1993年9月22日）
- ぜったいイチバン（1994年4月21日） - 西田敏行
- 救助完了（1996年7月3日） - 東京バナナボーイズ&橋幸夫
- GIANTS FIRE!（2000年7月1日）
- 逆にそれって愛かもね（2006年11月22日） - 純一&彩
- おーい空よ（2008年2月27日） - えなりかずき・根本美緒

他

### アルバム
- BEST ONE（1992年6月24日）
- King of Fruits（1993年12月8日）
- 救助完了 CM SONGS & TOPICS（1996年1月19日）[1]

## 解散後

### 村上明彦
マルチクリエイターとして活動。解散直後は、石丸しいな・矢萩渉・ラッキィ池田とのユニット「C☆NA&カーキーズ」を活動の中心としていた。2012年から沖縄の地元アイドルユニット「らぐぅん」「らぐぅんぶるぅ」を起用した沖縄県内企業CM等をトータルプロデュースしている。
いずれも作詞・作曲・コーラスアレンジ:村上明彦、編曲:矢萩渉
- アルバム『べにぷりまんぶるゆいひ〜』（2012年4月28日）  - らぐぅん
  - 1. 御菓子御殿紅いもタルトのうた（お菓子御殿の菓子「紅いもタルト」CMソング）
  - 2. MOON Waltz（お菓子御殿の菓子「プリンセスムーン」イメージソング）
  - 3. らぐぅんのテーマ 〜オーシャンパークで待ってるネ!〜（ANAインターコンチネンタル万座ビーチリゾート内施設「オーシャンパーク」CMソング）
  - 4. ほっぺにブルーシール（ブルーシールCMソング）
  - 5. 飛び出せ!ロマーシア（沖縄テレビ「ひーぷー☆ホップ」のコーナー＜ローマーニュース＞テーマソング）
  - 6. ゆいレールが行くよ（ゆいレールCMソング）
- おかしごてんのレストラン（お菓子御殿レストランCMソング）（2013年2月）（※CD未発売） - らぐぅんぶるぅ
- おかしくってわらっちゃえ!（ひろしま菓子博2013公式テーマソング）（2013年4月19日） - らぐぅんぶるぅ

### 近藤由紀夫
楽曲の提供や、編曲・プロデュースなど行うサウンドクリエイターとして活動。また、小西香葉とユニット「MOKA☆（モカ）」を結成し、テレビ番組やドラマ・映画・アニメなどの音楽を手掛け、オリジナルアルバムも発売している。